# Втрати силових структур внаслідок російського вторгнення в Україну (січень — березень 2018)
У статті наведено список втрат українських військовослужбовців у російсько-українській війні з січня по березень 2018 року.

## Список загиблих з 1 січня до 31 березня 2018 року
| №        | Світлина Емблема | Прізвище, ім'я, по-батькові                                   | Про особу | Дата смерті     | Обставини смерті |
| -------- | ---------------- | ------------------------------------------------------------- | --- | --------------- | --- |
| Січень   |                  |                                                               | |                 | |
| 3879     |                  | Ковтун Олександр Григорович                                   | 22 січня 1985, Клишки Шосткинський район Сумська область. Старший солдат, старший стрілець 13 ОМПБ «Чернігів-1» 58 ОМПБр. Після строкової служби в ЗСУ працював в охоронних структурах. Служив за мобілізацією. 05.11.2016 підписав контракт, на фронті — з липня 2017. Залишились батько і сестра. | 1 січня 2018    | О 1:05 внаслідок підриву на вибуховому пристрої на спостережному пункті поблизу смт Новотошківське Попаснянського району дістав множинні поранення, що несумісні з життям. Похований в с. Клишки. |
| 3880     |                  | Чегурко Олександр Петрович                                    | 16 липня 1987, Шершенці Кодимський район Одеська область. Старший сержант, розвідник 28 ОМБр. Працював землевпорядником Шершенецької сільради, по тому служив в органах внутрішніх справ. На військовій службі за контрактом з квітня 2014, неодноразово виконував завдання із розвідки за лінією зіткнення, у жовтні 2017 був нагороджений орденом. Залишилися батьки і наречена. | 2 січня 2018    | Близько 23:00 в розташуванні в/ч у м. Волноваха здійснив постріл у скроню з пістолету, помер у Волноваській ЦРЛ. Похований в с. Шершенці. |
| 3881     |                  | Гринь Василь Сергійович                                       | 1 січня 1997, Батрадь Берегівський район Закарпатська область. Військовослужбовець 128 ОГПБр. | 7 січня 2018    | Близько 2:00 доправлений з ВОП «Гера» у смт Південне до ЦМЛ м. Торецьк з кульовим пораненням голови (самогубство), помер в лікарні близько 5:00. Похований у Бетраді. |
| 3882     |                  | Власюк Андрій Миколайович                                     | 10 грудня 1997, Берестівка (Баранівський район) Житомирська область. Навідник 30 ОМБр. Без проходження строкової служби одразу уклав контракт на 3 роки, служив у бригаді з березня 2017, з листопада — в зоні бойових дій. Залишились батьки, брат. | 8 січня 2018    | Застрелився з автомата АКСУ пострілом у голову, в наметі у розташуванні в/ч в с. Іллінка (Мар'їнський район), після повернення з наряду. Рідні у самогубство не вірять. Похований в с. Берестівка. |
| 3883     |                  | Богати Омелян (Еміл) Ладиславович                             | 30 квітня 1967, 50 років, Перечин Закарпатська область. Сержант, військовослужбовець 15 ОГПБ 128 ОГПБр. Після війни збирався займатись власною справою із перевезень. Залишилися діти, онук. | 9 січня 2018    | Помер в зоні бойових дій в результаті крововиливу у мозок. Похований в Перечині. |
| 3884     |                  | Анадимб Володимир Борисович (Позивний «Бетмен»)               | 14 жовтня 1986, Федорівка (Каховський район) Херсонська область. Мешкав в с. Тереблече Глибоцький район Чернівецька область. Старший солдат, розвідник розвідувального взводу розвідувально-диверсійної роти 46 ОБСП «Донбас Україна» 54 ОМБр. Після строкової служби переїхав жити на Буковину, де 2007 одружився. Мобілізований у березні 2014, служив кухарем взводу МТЗ 8 ОМПБ «Поділля», в районі Маріуполя. Після демобілізації повернувся додому, а 10.06.2016 підписав контракт з батальйоном «Донбас Україна». Залишилися батьки, брат, дружина і двоє синів. | 10 січня 2018   | Загинув о 8:15 в результаті гранатометного обстрілу опорного пункту поблизу с-ща Новолуганське («Світлодарська дуга»), — осколок гранати влучив у шию, помер дорогою до шпиталю від значної крововтрати. За даними штабу АТО, довкола Новолуганського ворог півтори години прицільно обстрілював позиції українських захисників з гранатометів, кулеметів та мінометів різних калібрів. Похований в с. Тереблече. |
| 3885     |                  | Сухін Віктор Вікторович                                       | 17 грудня 1979, Димине (Новоукраїнський район) Кіровоградська область. Солдат, водій 3-го відділення 1-го взводу 2-ї мотопіхотної роти 34 ОМПБ 57 ОМПБр. На військовій службі за контрактом з 30.11.2017. Залишилися мати, брат, дружина та донька 2008 р.н. | 10 січня 2018   | Загинув під час виконання бойового завдання від міно-вибухової травми внаслідок підриву БРДМ-2 на невстановленому вибуховому пристрої поблизу с-ща Піски (Ясинуватський район). Техніка долала річку, а підрив був настільки потужним, що БРДМ перевернулась, її частини розкидало на понад 200 метрів. Похований в с. Димине. |
| 3886     |                  | Вегера Геннадій Петрович (Позивний «Зелений»)                 | 10 травня 1980, Курилівка (Волочиський район) Хмельницька область. Солдат, старший стрілець 3-го відділення 1-го взводу 3-ї мотопіхотної роти 34 ОМПБ 57 ОМПБр. Закінчив СПТУ № 21 в Полтаві, за фахом електрогазозварювальника. У 1998—2000 служив у 3-му полку СпП в Криму. Наступні шість років — у спецпідрозділі воєнізованої охорони. Працював у товаристві «Аграрна компанія 2004». На фронт пішов добровольцем, — не хотіли брати в армію через стан здоров'я, тоді Геннадій у травні 2014 поїхав у 34 БТО, воював в районі Горлівки. У березні 2015 відряджений до 128-ї бригади в Краматорськ, охороняв штаб. Дістав важке поранення ніг на Луганщині, після лікування служив у підрозділі охорони, супроводжував військових медиків. З осені 2016 знову на передовій, у травні 2017 повернувся до 34-го батальйону, в район Донецького аеропорту. Залишились мати, брат, сестра, дружина з двома доньками та їх спільна донька, яка пішла у 1 клас. | 10 січня 2018   | Загинув під час виконання бойового завдання від міно-вибухової травми внаслідок підриву БРДМ-2 на невстановленому вибуховому пристрої поблизу с-ща Піски (Ясинуватський район). Техніка долала річку, а підрив був настільки потужним, що БРДМ перевернулась, її частини розкидало на понад 200 метрів. Похований у Курилівці. |
| 3887     |                  | Пухальський Тимофій Вікторович (Позивний Мурчик)              | 4 лютого 1987, Кривий Ріг Дніпропетровська область. Старший солдат, старший сапер-гранатометник 3-го механізованого батальйону 30 ОМБр. Виховувався бабусею. З 2015 по червень 2016 служив за мобілізацією сапером-гранатометником, виконував завдання в районі Волновахи. 28.08.2017 підписав контракт. Залишилась наречена у Мирнограді на Донеччині, мали одружитися 26 січня. Прим. У ЗМІ називають в/ч С9134. | 11 січня 2018   | Загинув близько 12:15 біля с. Славне (Мар'їнський район) в результаті підриву під час виконання бойового завдання з розмінування, — відбулась детонація міни ТМ-62 під час переведення мінно-вибухового механізму (МПП-62М) з бойового положення у транспортне за допомогою спеціального ключа. Похований у Мирнограді на кладовищі «Степове». |
| 3888     |                  | Витвицький Андрій Ярославович (Позивний «Спікер»)             | 31 грудня 1987, Івано-Франківськ. Доброволець розвідгрупи «Санти» ДУК ПС. Навчався у Львівській римо-католицькій духовній семінарії. Активний учасник Революції Гідності, групи швидкого реагування «Черепахи», у лавах Правого сектора брав участь у протистояннях на вул. Грушевського, на Інститутській, в Будинку Профспілок. Після Майдану пішов добровольцем на фронт у складі 5-го окремого батальйону ДУК. Залишились мати, сестра, дружина і маленька донька. | 16 січня 2018   | Загинув увечері в промзоні м. Авдіївка внаслідок розриву міни, від осколкових поранень, що несумісні з життям. Після прощання на Майдані Незалежності у Києві, похований в Івано-Франківську. |
| 3889     |                  | Димитров Михайло Сергійович (Дімітров) (Позивний «Гайдамака») | 26 жовтня 1983, Нікополь Дніпропетровська область. З 2-х років мешкав у м. Сміла Черкаська область. Доброволець розвідгрупи «Санти» ДУК ПС, мінометник. Закінчив Національний університет харчових технологій, інженер-електрик. Працював за фахом на кондитерській фабриці "Меркурій" у Смілі, згодом — інженером з охорони праці. Козак, характерник, холодноярець. Активний учасник Революції Гідності. На фронті з 2014, воював у лавах ДУК, Нацгвардії, і знову повернувся в ДУК. Обороняв ДАП, Піски, Авдіївку. Залишились батько і донька. | 17 січня 2018   | 16 січня дістав важких осколкових поранень в промзоні м. Авдіївка від розриву міни. Тоді загинув «Спікер», «Гайдамаку» встигли довезти до шпиталю, але врятувати його життя не вдалось. Похований у с. Костянтинівка (Смілянський район) поруч із могилами матері і брата. |
| 3890     |                  | Іванов Сергій Олексійович (Позивний «Акула»)                  | 16 листопада 1988, Нові Санжари Полтавська область. Мешкав у м. Київ. Старший сержант, командир взводу — командир бойової машини 2-ї протитанкової артилерійської батареї протитанкового артилерійського дивізіону бригадної артилерійської групи 54 ОМБР. Після строкової служби у грудні 2007 підписав контракт із 1-ю бригадою надводних кораблів ВМС, служив на посаді старшого радіотелефоніста на флагмані «Гетьман Сагайдачний». Після звільнення у запас працював в охоронних структурах Києва. 28.08.2014 був мобілізований, на фронті з жовтня 2014, служив у 93 ОМБр, — командир бойової машини реактивного артилерійського дивізіону БМ-21 «Град». Захищав ДАП, Піски, Авдіївку та Мар'їнку. Через місяць після демобілізації підписав контракт. Залишились мати, вітчим, брат, сестра, дружина та донька. | 17 січня 2018   | Загинув вночі у зоні бойових дій в результаті підриву МТ-ЛБ на вибуховому пристрої під час перевезення особового складу в районі Світлодарської дуги. Ймовірно, через сніг, машина з'їхала у бік і наскочила на міну. Загинули два члени екіпажу, які перебували всередині, ще 5 бійців дістали поранення. Похований на центральному кладовищі смт Нові Санжари. |
| 3891     |                  | Беляєв Дмитро Володимирович                                   | 26 травня 1990, Ботієве Приазовський район Запорізька область. Старший солдат, старший механік-водій, радіотелефоніст 1-го розрахунку 1-го взводу 2-ї протитанкової артилерійської батареї протитанкового артилерійського дивізіону бригадної артилерійської групи 54 ОМБР. Вступив на військову службу за контрактом 15.09.2016. Залишилися мати, брат, дружина і 6-річний син. | 17 січня 2018   | Загинув вночі у зоні бойових дій в результаті підриву МТ-ЛБ на вибуховому пристрої під час перевезення особового складу в районі Світлодарської дуги. Ймовірно, через сніг, машина з'їхала у бік і наскочила на міну. Загинули два члени екіпажу, які перебували всередині, ще 5 бійців дістали поранення. Похований у с. Ботієве. |
| 3892     |                  | Чопенко Олександр Анатолійович (Позивний «Колдун»)            | 30 жовтня 1969, Саївка (П'ятихатський район) Дніпропетровська область. Старший сержант, командир кулеметного відділення кулеметного взводу 93 ОМБр. Закінчив СПТУ №77 с. Саксагань, де здобув фах тракториста-машиніста, та курси водіїв у школі ДОСААФ в Жовтих Водах. Строкову службу проходив в Афганістані командиром відділення 340-го ремонтно-відновлювального батальйону, в м. Кундуз, був поранений. Працював трактористом у ТОВ «Дія», водієм бензовоза в П'ятихатському лісництві. Мобілізований як доброволець, з 21.08.2014 по серпень 2015 служив у 21-й бригаді охорони НГУ в секторі М, захищав Широкине. 28.02.2016 підписав контракт на 6 місяців із 93 ОМБр, а з 29.10.2016 півроку служив у 54 ОМБр на Світлодарській дузі. 26.06.2017 знову підписав контракт із 93-ю і в грудні його продовжив. Залишились мати, сестра, дружина та п'ятеро дітей, — чотири доньки й син, який служить у тому ж підрозділі. | 17 січня 2018   | Загинув близько 21:00 від кульового поранення під час обстрілу зі стрілецької зброї поблизу с. Гранітне (Волноваський район). Похований в селі Саївка. |
| 3893     |                  | Ковтун Павло Олександрович                                    | 26 лютого 1995, Йосипівка (Брусилівський район) Житомирська область. Солдат, механік-водій 30 ОМБр. | 18 січня 2018   | О 18:30 у м. Красногорівка, за місцем дислокації на території РВВК покінчив життя самогубством шляхом підриву гранати. Похований в селі Березівка (Житомирський район). |
| 3894     |                  | Гаюха Вадим Євгенович (Позивний «Гаха»)                       | 4 березня 1963, 54 роки, мешканець м. Херсон. Інструктор-парамедик медичного управління ДУК ПС, заступник командира з матеріально-технічного забезпечення 12-ї резервної сотні ДУК. Фельдшер за освітою. Був легендою серед медиків ДУК. Проводив вишколи молодих бійців у Херсоні, доставляв вантажі в зону АТО. Незважаючи на два перенесені раніше інфаркти, постійно рвався на передову, щоб допомагати товаришам, передавати колегам свій досвід. Залишились мати, донька та онука. | 19 січня 2018   | Помер вночі від інфаркту в с. Карлівка (Мар'їнський район), куди прибув на ротацію в управління медицини ДУК ПС. Похований на кладовищі Геологів у Херсоні, на Алеї Героїв. |
| 3895     |                  | Пригарін Сергій Володимирович                                 | 3 жовтня 1990, Вознесенськ Миколаївська область. Мешкав у м. Одеса. Старший лейтенант поліції, дільничний офіцер Приморського відділу поліції у місті Одесі ГУ НП в Одеській області. Мріяв стати архітектором. Закінчив Одеську юридичну академію, з 2012 служив в ОВС Одеси. Залишились батьки у Вознесенську, дружина та 2-річна донька в Одесі. | 19 січня 2018   | О 15:23, під час затримання злочинця на вул. Новосельського у Приморському районі м. Одеса, дістав важке вогнепальне поранення у груди, від якого помер у лікарні. Похований на Таїрівському кладовищі Одеси. Злочинець, Валентин Дорошенко, — прихильник "русского міра", сталініст, відомий своєю антиукраїнською і проросійською діяльністю, у 1990-х працював сторожем в школі та був звільнений за домагання, підтримував Вітренко (ПСПУ), організовував акції за гроші Ігора Маркова (лідер партії «Родина», переховується в РФ), учасник Антимайдану та проросійських виступів на Куликовому полі, з 2016 перебував у розшуку. Поліцейські прибули на виклик громадян, які повідомили про бійку. Дорошенко відкрив стрільбу з саморобної автоматичної зброї, вбив чоловіка (раніше судимого), з яким перед тим побився, поранив трьох поліцейських і цивільного, Віктора Тихоніна (охоронець «Муніципальної варти», випадково опинився поруч, намагався надати допомогу пораненим). На місце прибули патрульні поліцейські, які ліквідували злочинця. У приміщенні, де переховувався Дорошенко, знайдено вхід у катакомби та виявлено зброю і міні-цех з її виготовлення, затримано двох його подільників. Ще один поранений поліцейський — оперуповноважений, капітан поліції Дмитро Литвинюк, — перебуває у важкому стані (п'ять куль). Водій опергрупи сержант Олег Маценко дістав поранення у стегно. |
| 3896     |                  | Сергієнко Сергій Олексійович (Позивний «Полтава»)             | 22 липня 1988, Новоаврамівка Хорольський район Полтавська область. Солдат, снайпер 1-го відділення взводу снайперів 54 ОМБр. З дитинства працював на фермі та у будівельній бригаді в селі. Захоплювався футболом та комп'ютерами, історичною літературою. Рано втратив батька. 2006 вступив до Хомутецького зооветеринарного технікуму, де здобув фах ветеринарного фельдшера. Працював за спеціальністю в агрохолдингу «Астарта» та оператором на молокоблоці. Служив за контрактом з 27.10.2016. Залишилися мати і дві сестри. | 22 січня 2018   | Загинув близько 7:45 від тяжких осколкових поранень під час мінометного обстрілу позицій поблизу смт Луганське на Світлодарській дузі. Сергія не встигли довезти до лікарні, дорогою його серце зупинилось. Похований в Новоаврамівці. |
| 3897     |                  | Рубан Антон Павлович                                          | 29 грудня 1995, Погибляк Лисянський район Черкаська область. Солдат, військовослужбовець 15-го окремого полку НГУ, в/ч 3035 (м. Слов'янськ). Займався спортом. 2017 року закінчив Черкаський національний університет. Хотів служити в поліції. У вересні був призваний на строкову службу до НГУ. Залишилися батьки, які працюють у сільській школі, молодший брат. | 25 січня 2018   | Близько 6:15, під час несення вартової служби у наряді, покінчив життя самогубством (за версією слідства) пострілом з табельної зброї у скроню, в приміщенні адміністративної будівлі Апеляційного суду Луганської області в м. Сєвєродонецьк. Проводяться слідчо-оперативні дії. Батьки й знайомі розповідають про конфлікт у військовій частині та «дідівщину». Камери спостереження зафіксували, що слідом за Антоном до туалету заходив старший наряду, який за 30 секунд вибіг з криками «Рубан застрелився!». |
| 3898     |                  | Ібадуллаєв Ленур Алімович (Позивний «Шах»)                    | 27 грудня 1992, Марфівка (Ленінський район) АР Крим. Доброволець «Кримської сотні», окремої тактичної групи «Сапсан» ДУК ПС. Кримський татарин. За освітою — вчитель історії України. Після анексії півострова звільнився зі школи. У 2016 виїхав з Криму та приєднався до Громадської блокади Криму. Пройшов початкову військову підготовку у добровольчому батальйоні ім. Номана Чєлєбіджихана. Пізніше разом із другом відкрив кафе на території материкової України. 05.01.2018 вирушив добровольцем на Донбас. Проходив підготовку на снайпера. Залишились батьки, сестра, вже після смерті добровольця народилася донька Асіє. Відзначений «Бойовим Хрестом Корпусу» (2019, посмертно), почесною відзнакою Всеукраїнського братства ОУН-УПА "Захіснику України від московської агресії" (2019, посмертно), медаллю «За служіння Ісламу і Україні» (2020, посмертно). | 26 січня 2018   | Загинув близько 7:30 в районі м. Авдіївка від кульового поранення у шию. Похований в Сімферополі. |
| 3899     |                  | Сливка Мирослав Миколайович (Позивний «Манах»)                | 17 січня 1990, Полонне Хмельницька область. Старший солдат, військовослужбовець 1-го БОП ім. Кульчицького 27-ї окремої бригади НГУ. 2012 закінчив Житомирський НАЕУ (агрономічний факультет, спеціальність «Захист рослин»). З 2011 року до серпня 2014 працював агрономом в Агрохолдингу «Мрія», паралельно навчався в агрошколі холдингу за спеціальністю «Біологічне землеробство». Тричі займав призові місця на обласних олімпіадах за своїм профілем. Придбав ділянку біля лісу, хотів там побувати будинок, щоб жити на природі. У серпні 2014 добровольцем пішов у батальйон Нацгвардії. 04.04.2016 вступив на військову службу за контрактом. Залишилися мати, брат і сестра. | 27 січня 2018   | Загинув близько 13:30 від кульового поранення, що несумісне із життям, під час виконання бойової задачі поблизу смт Верхньоторецьке Ясинуватського району, внаслідок снайперського обстрілу противником з боку окупованої Пантелеймонівки. Похований на Новому кладовищі м. Полонне. |
| 3900     |                  | Мосьпан Валерій Валерійович                                   | 5 липня 1990, Гвардійське (Новомосковський район) Дніпропетровська область. Молодший сержант, командир відділення групи регламенту та ремонту 38 ЗРП (в/ч А3880). На військовій службі за контрактом з 2016, спочатку служив у 1039 ЗРП. Залишилась дружина. | 29 січня 2018   | Застрелився з автомата у голову в місці розташування в/ч поблизу с. Шевченко (Волноваський район). Похований в смт Гвардійське. |
| 3901     |                  | Скупейко Артем Вікторович                                     | 22 березня 1995, Горностаївка Херсонська область. Старший матрос, снайпер-розвідник розвідувального відділення розвідувального взводу 503 ОБМП (в/ч А1275, Маріуполь) 36 ОБрМП. По закінченні школи працював охоронцем. 22.04.2013 був призваний на строкову службу, яку проходив до 2015, спочатку в Криму, а після анексії півострова був виведений на материк. 31.03.2016 вступив на військову службу за контрактом, після підготовки у 198-му НЦ ВМС був направлений в окремий батальйон морської піхоти. Нагороджений відзнакою «За оборону Маріуполя». Залишились мати та 2-річна сестра. | 30 січня 2018   | Загинув близько 13:30 від кулі снайпера під час виконання бойового завдання поблизу смт Талаківка (в штабі АТО назвали сусіднє с. Водяне) на Приазов'ї. Похований у Горностаївці, заупокійну службу провів архієпископ Сімферопольський і Кримський Климент. |
| 3902     |                  | Пуцулай Ян Георгійович                                        | 1 серпня 1996, Калабатине Березанський район Миколаївська область. Мешкав у с. Широколанівка Веселинівський район. Солдат, навідник 79 ОДШБр. На військовій службі за контактом перебував з 2016 року, служив у 204 БрТА ПС ЗСУ, наприкінці вересня 2017 за власним бажанням відряджений до 79-ї бригади ДШВ на передову. Залишилися батьки й сестра. | 31 січня 2018   | Загинув під час виконання бойового завдання внаслідок тяжкого поранення в ході двостороннього бою на бойових позиціях поблизу м. Авдіївка (в штабі АТО повідомляли про обстріл у передмісті Авдіївки з великокаліберних кулеметів та стрілецької зброї). Похований у Широколанівці. |
| Лютий    |                  |                                                               | |                 | |
| 3903     |                  | Козак Ярослав Васильович (Позивні «Лєший», «Баррка»)          | 13 травня 1980, Сторожинець Чернівецька область. Старший сержант, командир кулеметного відділення штурмової роти 46 ОБСП «Донбас Україна» 54 ОМБр. За освітою інженер-електрік. З жовтня 2013 працював у Сторожинецькому РЕМ ПАТ «Чернівціобленерго», спочатку електромонтером з експлуатації розподільчих мереж, а згодом — майстром виробничої дільниці. Влітку 2014 пішов добровольцем на фронт, протягом року брав участь у бойових діях в складі батальйону «Донбас» НГУ, був поранений, переніс трепанацію черепа. У вересні 2017 вступив на військову службу за контрактом. Розлучений, залишилися батьки і донька. | 1 лютого 2018   | Близько 6-ї години ранку у розташуванні підрозділу в с. Зайцеве (Бахмутський район) покінчив життя самогубством, підірвавши гранату РГД. В цей день мав їхати у госпіталь. Похований на міському кладовищі Сторожинця. |
| 3904     |                  | Рибальченко Олександр Миколайович (Позивний «Пломба»)         | 11 січня 1994, Коржове Сватівський район Луганська область. Молодший сержант, командир топогеодезичного відділення 93 ОМБр. Разом із чотирма братами виховувався бабусею та тіткою. Закінчив технікум у м. Щастя, де здобув професію водія крану. Працював на встановленні металопластикових вікон. На війну пішов добровольцем у 2014 в складі батальйону «Луганськ-1» МВС. 12.02.2015 мобілізований до ЗСУ, служив у розвідці 93-ї бригади, 24.03.2016 підписав контракт. Захищав Піски, Авдіївку, брав участь у боях в районі траси «Бахмутка». У червні 2017 на Бахмутці дістав чергову контузію. В грудні нагороджений медаллю «Захиснику Вітчизни». Посмертно нагороджений орденом. Залишилася вагітна цивільна дружина, яка також є військовослужбовцем 93 ОМБр. 26.06.2018 народився син. | 1 лютого 2018   | Загинув о 15:05 в районі м. Маріуполь, — здійснював додаткову розвідку та розмінування місцевості й підірвався на осколковій загороджувальній міні, від отриманих важких травм загинув миттєво. Похований у рідному селі. |
| 3905     |                  | Мінчуков Володимир Анатолійович                               | 15 травня 1998, 19 років, Луганська область. Мешкав у с. Галаганівка (Семенівський район) Чернігівська область. Солдат, навідник 3-го танкового взводу 54 ОМБр. З 4-х років виховувався в сім'ї старшої сестри. Батько загинув у 2003 році. У 2011 родина переїхала на Чернігівщину в хату родича. Закінчив Сосницький професійно-аграрний ліцей за фахом тракториста, працював різноробом у ТОВ «Нове життя». В лютому 2017 вступив на військову службу за контрактом. Після навчання в «Десні», на Харківщині та у Миколаєві вирушив на фронт. Служив у районі Бахмута. Залишились дві сестри. Мати мешкає на окупованій території. | 8 лютого 2018   | Загинув від кульового поранення у голову, знайдений у лісосмузі поблизу с-ща Підгороднє (Бахмутський район), на місці дислокації в/ч. За словами сестри, з картки Володимира після смерті зняли гроші. Похований в с. Галаганівка. |
| 3906     |                  | Сисков Дмитро Вадимович (Позивний «Провідник»)                | 18 червня 1980, Чернігів. Молодший сержант, командир 3-го відділення 1-го взводу 3-ї роти «Донбас» 16 ОМПБ «Полтава» 58 ОМПБр. Єдиний син у матері. У шкільні роки займався баскетболом, брав участь у змаганнях. Строкову службу проходив на посаді водія-хіміка у підрозділі МНС (1998—2000). 2004 вступив до Остерського коледжу будівництва та дизайну на спеціальність «будівництво будівель та споруд», але полишив навчання за власним бажанням. Працював у ТОВ "Нормаль-Україна" майстром будівельних та монтажних робіт. У січні 2015 пройшов навчання у таборі глибинної розвідки в Ніжині. З 25.05.2015 по 19.09.2016 служив у складі 4-ї роти батальйону НГУ «Донбас» на посаді водія (КрАЗ), пройшов підготовку на водія БТР. Захищав Маріуполь, пройшов бої за Широкине, 22.07.2015 нагороджений нагрудним знаком НГУ «За доблесну службу». 20.09.2016 підписав контракт з 58 ОМПБр, боронив Авдіївку. В лютому 2017 разом із побратимами з 16 ОМПБ, — ветеранами «Донбасу», під час відпустки брав участь у громадській блокаді ОРДЛО в районі Бахмута. З літа 2017 — на передовій на Луганщині. Залишилась мати.               | 12 лютого 2018  | Загинув о 9:55 під час виконання бойового завдання із спостереження за позиціями противника поблизу с. Жолобок (Попаснянський район), звідки російські бойовики обстрілювали з мінометів с. Кримське. Група бійців потрапила під кулеметний вогонь, забрати загиблого Дмитра не вдалось. 15 лютого в м. Щастя відбулась передача тіла представникам місії «Евакуація 200». Похований у Чернігові на кладовищі «Яцево», на Алеї Героїв. |
| 3907     |                  | Бурданов Олександр Олександрович                              | 29 травня 1979, Пришиб Михайлівський район Запорізька область. Мешкав у м. Запоріжжя (Південний мікрорайон). Молодший лейтенант, командир десантно-штурмового взводу 1-ї десантно-штурмової роти десантно-штурмового батальйону 36 ОБрМП. 2001 закінчив Запорізький НТУ. Був призваний за мобілізацією, у подальшому підписав контракт. Залишились батьки. | 14 лютого 2018  | В колишньому пансіонаті, де проживають військові, в селі Бердянське (Волноваський район), що поблизу с. Широкине, близько 4-ї години ранку вбито чотирьох військовослужбовців, коли вони спали. На тілі загиблих виявлено вогнепальні кульові поранення (за повідомленнями ЗМІ — автоматна черга та контрольні постріли у голову), а у приміщенні — ознаки приховання злочину (підпалу та закладки вибухівки). Затримано двох співслужбовців загиблих (21-річний матрос-гранатометник з Одеської області та 20-річний фельдшер, молодший сержант, з Київської області), які надали зізнавальні свідчення, конфлікт стався на побутовому ґрунті, затримані заявили про нестатутні стосунки, але проведене ВСП розслідування цю інформацію не підтвердило. Поховання 17 лютого в смт Пришиб. |
| 3908     |                  | Жовтобрюх Артем Олегович                                      | 11 квітня 1997, 20 років, Криві Коліна Тальнівський район Черкаська область. Старший матрос, оператор взводу вогневої підтримки десантно-штурмового батальйону 36 ОБрМП. Гравець ФК «Скеля» м. Тальне. У липні 2015 вступив на військову службу за контрактом. Неодружений. | 14 лютого 2018  | В колишньому пансіонаті, де проживають військові, в селі Бердянське (Волноваський район), що поблизу с. Широкине, вбито чотирьох військовослужбовців. На тілі загиблих виявлено вогнепальні кульові поранення, а у приміщенні — ознаки приховання злочину (підпалу та закладки вибухівки). Затримано двох співслужбовців, які надали зізнавальні свідчення. Похований в с. Криві Коліна. |
| 3909     |                  | Литвиненко Валерій Володимирович                              | 12 вересня 1987, Пісочки Лохвицький район Полтавська область. Старший матрос, водій десантно-штурмової роти десантно-штурмового батальйону 36 ОБрМП. Розлучений, залишилась донька і сестра. | 14 лютого 2018  | В колишньому пансіонаті, де проживають військові, в селі Бердянське (Волноваський район), що поблизу с. Широкине, вбито чотирьох військовослужбовців. На тілі загиблих виявлено вогнепальні кульові поранення, а у приміщенні — ознаки приховання злочину (підпалу та закладки вибухівки). Затримано двох співслужбовців, які надали зізнавальні свідчення. Похований на Лохвиччині. |
| 3910     |                  | Новицький Андрій Юрійович                                     | 13 грудня 1995, Бахмут Донецька область. Матрос, навідник десантно-штурмової роти десантно-штурмового батальйону 36 ОБрМП. | 14 лютого 2018  | В колишньому пансіонаті, де проживають військові, в селі Бердянське (Волноваський район), що поблизу с. Широкине, вбито чотирьох військовослужбовців. На тілі загиблих виявлено вогнепальні кульові поранення, а у приміщенні — ознаки приховання злочину (підпалу та закладки вибухівки). Затримано двох співслужбовців, які надали зізнавальні свідчення. |
| 3911     |                  | Гречук Олександр Васильович (Позивний «Якут»)                 | 13 квітня 1979, Зоря (Дніпровський район) Дніпропетровська область. Мешкав у с. Степове (Слобожанська селищна громада). Старший матрос, кулеметник 2-го відділення 1-го взводу 1-ї роти морської піхоти 503 ОБМП 36 ОБрМП. Працював на м'ясокомбінаті «Зоря Дніпропетровська» у с. Чумаки. 2002 переїхав до с. Степове того ж району, де жив зі своєю коханою, працював, виховував дітей. 16.09.2016 вступив на військову службу за контрактом. Під час війни, влітку 2017, офіційно одружився. Залишились дружина та п'ятеро дітей, старший син служить в 17 ОТБр. | 15 лютого 2018  | Загинув від множинних осколкових поранень в результаті обстрілу на Приазовському напрямку, — помер дорогою до військового шпиталю Маріуполя. Похований у Степовому. |
| 3912     |                  | Кушнір Юрій Миколайович                                       | 19 червня 1978, Жилинці (Ярмолинецький район) Хмельницька область. Сержант, радіотелеграфіст 1-ї штурмової роти 46-го БСП «Донбас-Україна» 54 ОМБр. Закінчив ВПУ №9 у Хмельницькому за фахом електрогазозварювальника, з відзнакою. Протягом 15 років працював газорізальником в АТ «Адвіс». 2014 пішов добровольцем у спецпідрозділ МВС «Богдан». В подальшому служив у БСП «Донбас-Україна». Залишились батьки і брат. | 18 лютого 2018  | 30 липня 2017, під час облаштування позицій в районі м. Мар'їнка, дістав важке поранення кулею снайпера у живіт з ушкодженням внутрішніх органів, втратив багато крові. Переніс 15 операцій у шпиталях Львова, Харкова, Києва. Після тривалого лікування помер на світанку 18 лютого у Київському військовому госпіталі, — не витримало серце, організм був надто виснажений. Похований в Жилинцях. |
| 3913     |                  | Орловський Віталій Вікторович                                 | 9 лютого 1984, Новоівницьке Андрушівський район Житомирська область. Молодший сержант, гранатометник 30 ОМБр. Залишились батьки, дві сестри та син. | 18 лютого 2018  | В районі м. Мар'їнка о 19:30, внаслідок необережного поводження зі зброєю, військовослужбовець з автомата поранив товариша по службі (за іншою версією, між військовослужбовцями виникла сварка). На місці події пораненому надали невідкладну медичну допомогу та евакуювали до військового медичного закладу, але врятувати його життя не вдалося, він помер в районній лікарні у Мар'їнці. Похований в с-щі Новоівницьке. |
| 3914     |                  | Єгоров Валерій Ігорович                                       | 17 грудня 1989, Прилуки Чернігівська область. Сержант, командир розвідувального відділення розвідувального взводу 57 ОМПБр. 2008 закінчив Прилуцький гуманітарно-педагогічний коледж імені І. Я. Франка за спеціальністю педагога-організатора. Строкову службу проходив у феодосійському батальйоні морської піхоти в Криму, паралельно вступив на заочну форму навчання у Національний педагогічний університет імені М. П. Драгоманова, Лубенську філію, де 2010 отримав диплом бакалавра за спеціальністю "початкове навчання (практична психологія)". Призваний за мобілізацією 19.03.2014, спочатку служив у 1 ОТБр, за два місяці перевівся до 34-го батальйону «Батьківщина», щоб бути на передовій. На фронті з липня 2014, був командиром гранатометного відділення, звільняв Торецьк, воював під Луганськом, біля Горлівки та смт Зайцеве. 25.12.2015 підписав контракт. У вільний час на фронті займався ковальством, яке було його захопленням. Залишились батьки і старший брат. | 19 лютого 2018  | Загинув під час виконання бойового завдання поблизу с-ща Піски (Ясинуватський район), — група сержанта Єгорова потрапила під обстріл з АГС-17, він дістав осколкове поранення у голову, але ще дві години боровся за життя. Похований в Прилуках на кладовищі "Новий побут". |
| 3915     |                  | Галицька Сабіна Станіславівна                                 | 20 вересня 1994, 23 роки, Бастова Рудня Ємільчинський район Житомирська область. Сержант, старша медсестра приймально-сортувального відділення медичної роти 10 ОГШБр. 2014 закінчила медичний коледж у Новограді-Волинському, де здобула кваліфікацію фельдшера. Працювала акушеркою в Барашівській дільничній лікарні, в Ємільчинській ЦРЛ. На військовій службі за контрактом — з 1 квітня 2016, проходила підготовку в 169-му НЦ «Десна». У першу ротацію 4,5 місяці на передовій надавала допомогу пораненим. Зі своєю бригадою вирушила на фронт вдруге. Крім того надавала медичну допомогу місцевому населенню як фельдшер. Залишились батьки і 19-річний брат, який служить у 95 ОДШБр. | 20 лютого 2018  | Загинула о 15:30 внаслідок обстрілу біля с. Катеринівка (Попаснянський район), — під час виїзду для надання медичної допомоги цивільному населенню, в БРДМ-2 влучила ПТКР терористів, від важких поранень Сабіна померла на місці, ще один військовий дістав важкі поранення. Похована на кладовищі сусіднього села Бараші. |
| 3916     |                  | Панін Віктор В'ячеславович (Позивний «Білий»)                 | 2 жовтня 1992, Маріуполь (Кальміуський район міста) Донецька область. Молодший сержант, військовослужбовець 131 ОРБ. На фронті з 2014, спочатку служив у маріупольському 129-му ОРБ, по тому перейшов у 131-й, захищав рідне місто від окупантів. | 21 лютого 2018  | Загинув під час обстрілу позицій біля с-ща Крута Балка, неподалік м. Авдіївка, внаслідок необережного поводження зі зброєю, — коли почався обстріл, бійці побігли в укриття, Віктор перечепився і його автомат вистрілив, від отриманого поранення у голову помер дорогою до шпиталю. Похований в Маріуполі. |
| 3917     |                  | Сербін Ілля Тарасович                                         | 26 квітня 1993, Крюківщина Києво-Святошинський район Київська область. Сержант, військовослужбовець 25 ОМПБ «Київська Русь» 54 ОМБр. Спочатку воював у складі 54 ОРБ, згодом — 131 ОРБ. Пройшов бої за Чермалик, Павлопіль, Гранітне (штольня). Під час війни, у 2015 одружився. Служив за контрактом у 25-му батальйоні. 2017 вступив на заочну форму навчання до НПУ ім. Драгоманова, факультет психології. Дружина — військовослужбовець ЗСУ. | 22 лютого 2018  | Загинув у районі Світлодарської дуги, — під час обстрілу з гранатомету дістав поранення в шию, що несумісне з життям. Похований у Крюківщині. Прим. За повідомленнями ЗМІ, боєць котрий дістав важкі поранення 20 лютого внаслідок обстрілу БРДМ-2 біля с. Катеринівка (Попаснянський район), 22 лютого помер від отриманих поранень. |
| 3918     |                  | Бутильський Андрій Андрійович (Позивний «Щелкун»)             | 7 січня 1969, Макіївка Донецька область. Мешкав у м. Харків. Сержант, снайпер 54 ОМБр. Виріс у Харкові, де закінчив школу. Був чемпіоном України з біатлону. До війни займався підприємництвом. 2014 продав свій бізнес, купив зброю і пішов добровольцем на фронт. З травня 2014 воював у складі роти охорони батальйону «Айдар», в районі Луганського аеропорту, по тому — за контрактом у складі 92 ОМБр, 54 ОМБр, зокрема в «Грузинському легіоні» (3-тя рота 25 ОМПБ «Київська Русь» 54-ї бригади). Як зазначають побратими та волонтери, пройшов складний життєвий та бойовий шлях, багато разів був поранений, мав тяжкі контузії, але повертався у стрій. Залишились батьки. Батько, Андрій Бутильський — чемпіон СРСР з пожежно-прикладного спорту (1969). | 23 лютого 2018  | Знайдений мертвим у приміщенні хірургічного відділення Світлодарської міської лікарні, м. Світлодарськ. Смерть настала внаслідок поранення ножем у шию, обставини з'ясовує військова прокуратура (самогубство). Похований у Харкові на Безлюдівському кладовищі (кладовище № 18), на Алеї Слави. |
| 3919     |                  | Сівко Олександр Володимирович                                 | 7 травня 1998, 19 років, Пісківка Бородянський район Київська область. Солдат, навідник 1-го відділення 3-го взводу 1-ї роти 1-го десантно-штурмового батальйону 95 ОДШБр. 2016 закінчив Київський професійний ліцей будівництва і комунального господарства, де здобув професію «Електромонтажник вторинних ланцюгів; слюсар-електрик з ремонту електроустаткування на автомобільному транспорті». 29.05.2017 вступив на військову службу за контрактом, пройшов підготовку в НЦ «Десна». Залишились батьки і старший брат. | 25 лютого 2018  | Загинув від кулі снайпера на спостережному посту поблизу позиції «Шахта» (шахта «Бутівка»), на південь від м. Авдіївка. Похований в смт Пісківка. |
| 3920     |                  | Казміров Олександр Вікторович                                 | 21 листопада 1996, Щербані (Старосинявський район) Хмельницька область. Солдат, стрілець — помічник гранатометника 1-го відділення 1-го взводу 6-ї роти 2-го механізованого батальйону 24 ОМБр. По закінченні 9 класу школи вступив до Жмеринського ВПУ, де вчився на провідника пасажирського вагону, але через рік залишив навчання і з 2013 працював на різних роботах, щоб допомагати родині. Пройшов строкову службу та 13.07.2016 підписав контракт на 3 роки. Залишились батьки і старша сестра. | 26 лютого 2018  | 17 лютого о 17:20 у Донецькій області (прим., 24 ОМБр виконує завдання в районі Зайцевого, Майорська, Горлівки), під час обстрілу позицій з СПГ-9, дістав тяжке поранення голови, переніс операцію, перебував у Харківському військовому госпіталі в стані коми. Помер у ніч на 26 лютого, не приходячи до свідомості. Похований в с. Шарівка (Ярмолинецький район), звідки родом його батько. |
| Березень |                  |                                                               | |                 | |
| 3921     |                  | Сапеску Вадим Георгійович (Позивний «Одеса»)                  | 22 квітня 1984, Чорна (Окнянський район) Одеська область. Мешканець м. Южне. Молодший сержант, командир відділення 1-го взводу 3-ї роти 1-го десантно-штурмового батальйону 95 ОДШБр. Етнічний румун. Виріс у багатодітній родині. З малих років захоплювався боксом. Одразу по закінченні школи почав працювати — скотарем у товаристві «Агрофірма», у рибхозі «Нітріус» спочатку рибоводом, а потім водієм. Окрім цього, займався будівництвом фасадів, разом зі своєю бригадою їздив по Україні. У березні 2015 оселився із сім'єю в с. Середнє Лиманського району Донецької області. 30.01.2016 вони повернулися до Южного. 12.02.2016 вступив на військову службу за контрактом. Служив командиром відділення взводу спецпідготовки «Марусіни ведмеді» у 199-му НЦ ВДВ, наприкінці весни 2016 вирушив на фронт в район Горлівки. 2017 року дістав контузію, після лікування повернувся на фронт. Контракт закінчився 12.02.2018, але Вадим залишався на передовій. Батько помер, залишилися мати, дві сестри, брат, дружина та 3-річний син.                                                                                              | 2 березня 2018  | Загинув від кулі ворожого снайпера під час виконання бойового завдання в районі м. Авдіївка. Похований в с. Чорна. |
| 3922     |                  | Козченко Владислав Ігорович                                   | 10 квітня 1997, 20 років, Полтава. Молодший сержант, стрілець-снайпер 1-го десантно-штурмового взводу 2-ї десантно-штурмової роти 95 ОДШБр. Займався тайським боксом, з 2013 по 2016 займався у клубі юних десантників «Гвардія» у Полтаві, в Центрі виживання та спецпідготовки «SEAL», здійснив 16 стрибків з парашутом, мріяв про службу в десантних військах. Захоплювався підводним полюванням, туризмом та риболовлею. По закінченні 9 класів гімназії навчався в аграрно-економічному коледжі Полтавської аграрно-економічної академії за фахом юриста. У червні 2016 вступив на військову службу за контрактом. Після 3-х місяців в 199-му НЦ ВДВ його хотіли залишити в Центрі інструктором, але він поїхав на фронт. Залишалися мати і брат. | 6 березня 2018  | Загинув близько 22:00 внаслідок обстрілу в промзоні м. Авдіївка, від осколкового проникаючого поранення у шию, що несумісне з життям. За іншими даними, одна з куль потрапила в бронежилет і зрикошетила в шию. Похований на Алеї Героїв центрального кладовища Полтави. |
| 3923     |                  | Рященко Іван Вікторович (Позивний «Скіф»)                     | 24 березня 1983, Вільногірськ П'ятихатський район Дніпропетровська область. Молодший сержант, командир БМП — командир 1-го відділення 3-го взводу 6-ї роти 2-го механізованого батальйону 54 ОМБр. У 2,5 роки втратив матір, разом з молодшим братом виховувався бабусею, з 1995 року мешкав в смт Вишневе (П'ятихатський район). Закінчив Саксаганське ПТУ № 77, де здобув професії тракториста та водія. Працював на Вільногірському гірничо-металургійному комбінаті, на підприємстві «Вільногірське скло». Захоплювався технікою, історією, серйозно вивчав культуру скіфів. З 09.06.2015 по 14.07.2016 проходив службу за мобілізацією у 28 ОМБр на посадах радіотелефоніста та водія-заряджаючого 1-ї РеАБатр реактивного артилерійського дивізіону, а наприкінці служби був переведений на посаду стрільця-санітара 1-го механізованого батальйону. 15.09.2016 підписав контракт з 54 ОМБр, воював на Світлодарській дузі, у Троїцькому, промзоні Авдіївки. 07.02.2018 дістав контузію, після лікування повернувся на передову на початку березня 2018. Залишилися дружина, маленький син та двоє синів дружини від попереднього шлюбу. | 8 березня 2018  | Загинув близько 21:00 під час бойового чергування поблизу смт Луганське на Світлодарській дузі, від кульового поранення у скроню внаслідок кулеметного обстрілу. Похований у Вишневому. |
| 3924     |                  | Луговський Юрій Анатолійович (Позивний «Баррет»)              | 5 червня 1994, Червоноград Львівська область. Сержант, снайпер, заступник командира розвідвзводу 1-го БОП ОЗСпП «Азов». Вчився на столяра, працював за фахом. Перебував у лавах УНСО. Активний учасник Революції гідності. На фронті з 2014, стрілець БСП НГУ «Донбас», пройшов бої за Іловайськ, в лютому 2015 перейшов в «Азов». Залишилась мати і сестра. | 9 березня 2018  | Загинув о 2:15 від кулі ворожого снайпера поблизу с. Водяне у Приазов'ї, під час дуелі снайперських пар. Похований на Червоноградському цвинтарі в с. Бендюга. |
| 3925     |                  | Іванків Іван Михайлович                                       | 18 січня 1998, 20 років, Росільна Богородчанський район Івано-Франківська область. Солдат, командир танка танкового батальйону 10 ОГШБр. Був наймолодшою дитиною в родині. У війську з весни 2017, двічі був поранений. Залишились батьки, брат і сестра. | 10 березня 2018 | Загинув у зоні АТО, місце й обставини не уточнені, проводиться розслідування. Похований в рідному селі. |
| 3926     |                  | Кауров Олександр Олександрович (Позивний «Саха»)              | 7 лютого 1997, Маріуполь Донецька область. Військовослужбовець 1-го механізованого батальйону 93 ОМБр. У 18 років пішов добровольцем захищати рідну Донеччину, 05.12.2015 прибув до складу штурмової роти «Карпатська Січ» 93-ї бригади, пізніше перевівся у 1-й батальйон. Останнім часом виконував завдання у Волноваському районі. | 11 березня 2018 | Пішов з життя вночі 11 березня, місце й обставини не уточнені. Похований 13 березня в Маріуполі. За бойовим зведенням за 11 березня, противник двічі обстрілював позиції 93 ОМБр з кулеметів та стрілецької зброї. Загиблих та поранених бійців 93 ОМБр протягом доби немає. |
| 3927     |                  | Іванишин Андрій Васильович                                    | 20 квітня 1976, Львів (район Сихів). Військовослужбовець 24 ОМБр. Закінчив Львівський технікум залізничного транспорту. З 1994 до 2000 проходив службу в ЗСУ. З 2001 до 2017 працював на різних роботах. У складі 24-ї бригади проходив службу в зоні АТО з 20.02.2018. Залишилась мати. | 11 березня 2018 | Загинув у Донецькій області, обставини не уточнено, тіло привезли з Торецька. Похований на Полі почесних поховань № 76 на Личаківському кладовищі Львова. |
| 3928     |                  | Швець Олександр Васильович                                    | 26 червня 1971, Олександрія Кіровоградська область. Молодший сержант, навідник 2-го мінометного взводу мінометної батареї батальйону морської піхоти 36 ОБрМП (ймовірно, 503 ОБМП). Закінчив ПТУ №17 за фахом "слюсар зі складання металевих конструкцій" та "налагоджувальник холодноштампувального устаткування", продовжив навчання в Олександрійському індустріальному технікумі за фахом техніка-технолога з обробки металів різанням. Займався плаванням та велоспортом. Працював у ТОВ "Електромеханічний завод "ЕТАЛ" слюсарем-складальником металоконструкцій, майстром з виробничого навчання у ПТУ №17, з 2013 — у ТОВ ЗПТУ «Віра-Сервіс Інтермаш». У 2015 був призваний за мобілізацією як доброволець, з 2016 проходив службу за контрактом. Залишились мати, дружина та дорослий син. | 11 березня 2018 | Загинув о 10:20 поблизу с. Широкине у Приазов'ї, від множинних осколкових поранень, — під час виконання бойового завдання із перевезення майна на зворотньому шляху вантажівка підірвалась на міні, водій дістав мінно-вибухову травму, що несумісна з життям. Похований на військовому кладовищі Олександрії. |
| 3929     |                  | Гудзовський Марк Сергійович (Позивний «Упрямий»)              | 21 травня 1997, 20 років, Дніпро. Старший солдат, кулеметник 3-ї роти 1-го батальйону особливого призначення ОЗСпП «Азов» НГУ. Захоплювався футболом, бодибілдингом, комп'ютерними технологіями. По закінченні школи навчався на економічному факультеті УДХТУ за спеціальністю "Фінанси", та коли виповнилося 18 років, пішов добровольцем на фронт, приєднався до полку «Азов» у серпні 2015. Згодом поновився в університеті, перейшовши на заочну форму навчання. Залишились батьки та дві сестри. | 14 березня 2018 | 10 березня о 1:00, під час виконання бойового завдання поблизу с. Водяне у Приазов'ї, дістав важке поранення, що несумісне з життям, — куля снайпера влучила у лоб і вийшла через потилицю, розтрощення головного мозку 3-го ступеня. Переніс операцію у 61-му військово-мобільному шпиталі в Маріуполі та гелікоптером був доправлений до Дніпра. Лікарі казали, що шансів вижити майже немає. Марк прожив ще кілька днів, помер 14 березня у реанімаційному відділенні політравми лікарні ім. Мечникова, не виходячи з коми. Похований на Краснопільському кладовищі. |
| 3930     |                  | Дулько Ігор Миколайович                                       | 26 січня 1996, Великі Мости Сокальський район Львівська область. Сержант, військовослужбовець Краматорського прикордонного загону Донецько-Луганського РУ ДПСУ. На війну пішов добровольцем, перервавши навчання у ВНЗ. Пройшов підготовку в НЦ ДПСУ ім. Момота (Оршанець). З весни 2016 проходив службу в Мукачівському прикордонному загоні. Станом на лютий 2017 обіймав посаду молодшого інспектора прикордонної служби 1 категорії Краматорського ПЗ. Залишились батьки. | 17 березня 2018 | Ввечері в одному з бліндажів у прикордонного наряду, що здійснював прикриття та охорону КПВВ «Майорське» (дорожній коридор "Горлівка — Бахмут), здетонувала ручна осколкова граната. Сержант Дулько помер від поранень у Бахмутській центральній міській лікарні, старший прапорщик Душко А. О. дістав поранення середньої тяжкості. Встановлюються обставини трагічного випадку. Похований у м. Великі Мости. |
| 3931     |                  | Гранкін Сергій Миколайович (Позивний «Балу»)                  | 16 лютого 1972, Кривий Ріг Дніпропетровська область. Сержант, старшина мінометної батареї 2-го механізованого батальйону 54 ОМБр. Працював бригадиром у ТОВ «Терни-сервісмонтаж». Був мобілізований 01.04.2014 до в/ч 3036 Нацгвардії, проходив службу в Маріуполі. 23.03.2015 звільнений в запас. 28.03.2016 вступив на військову службу за контрактом у 54 бригаду, виконував завдання в районі Попасної. Залишились мати, дружина та дві доньки, 1999 і 2003 р.н. | 24 березня 2018 | Загинув близько 6:00 неподалік с. Троїцьке (Попаснянський район) на Світлодарській дузі, від вибуху гранати у бліндажі внаслідок необережного поводження з боєприпасами. Коли стався вибух, Сергій спав, ще один військовослужбовець доправлений до лікувального закладу у важкому стані. Похований на Алеї Слави Центрального кладовища Кривого Рогу. |
| 3932     |                  | Ковнацький Сергій Миколайович                                 | 27 серпня 1995, Ясенівка (Пулинський район) Житомирська область. Мешкав в смт Пулини. Старший солдат, військовослужбовець десантно-штурмового взводу 1-го десантно-штурмового батальйону 95 ОДШБр. Грав у футбол. 2013 закінчив Пулинський професійний ліцей, де здобув професії тракториста-машиніста сільськогоспвиробництва, слюсаря з ремонту сільськогосподарських машин та устаткування, водія автотранспортних засобів. 28.04.2016 вступив на військову службу за контрактом. Останні 4 місяці перебував на передовій. У квітні 2018 закінчувався контракт, в травні збирався одружитись. Залишились мати, брат і сестра, наречена. Батько також учасник бойових дій. | 25 березня 2018 | Загинув о 9:20 від поранення у голову кулею снайпера під час бойового чергування в районі шахти «Бутівка» на південь від м. Авдіївка. Похований в смт Пулини. |
| 3933     |                  | Прокопчук Сергій                                              | 20 років, Ракошино Мукачівський район Закарпатська область. Військовослужбовець (підрозділ не уточнено). Проходив службу в зоні проведення АТО. Залишилась мати. | 26 березня 2018 | Трагічно загинув у ніч з 26 на 27 березня, місце й обставини не уточнено. У Ракошинській сільраді повідомили, що за фактом смерті військовослужбовця порушено кримінальну справу. |
| 3934     |                  | Кривич Андрій Андрійович (Позивний «Діллі»)                   | 24 січня 1999, 19 років, Конотоп Сумська область. Доброволець тактичної групи «Сапсан» ДУК ПС. В дитинстві вчився у музичній школі. Протягом кількох років їздив на артхутір "Обирок" на фестиваль, де допомагав в організації заходів безпеки. З 2016 навчався у Навчально-науковому інституті педагогіки і психології Сумського педагогічного університету, мріяв стати військовим психологом. Вступив до Конотопської філії організації «Права Молодь», з 2016 проходив вишколи з тактичної підготовки, медицини, топографії та володіння зброєю, на останньому зимовому вишколі у Черкасах був молодшим інструктором з тактики бою та партизанського руху. Наприкінці 2017 приєднався до ДУК. У січні 2018 перевівся на заочну форму навчання, щоб поїхати на передову. Під час своєї другої ротації займався аеророзвідкою. Залишились батьки, старша сестра, молодший брат та брат і сестра по батьку. | 27 березня 2018 | Загинув о 20:40 від поранення у голову кулею снайпера на спостережному посту в районі смт Зайцеве в Бахмутському районі на Світлодарській дузі. Похований у Конотопі на Вирівському кладовищі. Указом від 4 березня 2019 року №29 нагороджений Орденом «Народний Герой України» (посмертно) та Орденом «За мужність» III ступеня (посмертно). |
| 3935     |                  | Шамчук Володимир Анатолійович (Позивний «Шама»)               | 16 липня 1970, Житомирська область. Мешкав у с. Драбове-Барятинське Драбівський район Черкаська область. Старший сержант, заступник командира бойової машини — навідник-оператор 30 ОМБр. Призваний на військову службу за контрактом Радомишльським РВК 10.07.2017. Залишилась дружина. Удостоєний звання "Почесний житель Черкащини" (посмертно). | 28 березня 2018 | Загинув пізно ввечері від мінно-вибухової травми, що несумісна з життям, в Донецькій області, ймовірно, в районі м. Мар'їнка. 30 березня тіло загиблого бійця передали українській стороні. За повідомленням у соцмережі, загинув внаслідок підриву на ворожій міні. Похований в с. Драбове-Барятинське. Прим. За повідомленням терористів, — підірвався на мінному полі біля с. Луганське (Мар'їнський район). |
| 3936     |                  | Камінський В'ячеслав Володимирович                            | 1997, Воскресенка (Пологівський район) Запорізька область. Солдат 54 ОМБр. Сирота — мати залишила в дитинстві, батько помер 2000 року. Виховувався у дитячому будинку. Вступив на військову службу за контрактом. Залишилися дві сестри. | 28 березня 2018 | Під час несення служби з охорони в'їзду в польовий табір 2-ї танкової роти в Донецькій області (ймовірно, Бахмутський район), покінчив життя самогубством шляхом пострілу в голову з особистого штатного зброї АКС-74. Похований у Воскресенці. |
| 3937     |                  | Максимов Віктор Олександрович                                 | 9 травня 1984, Раївка (Синельниківський район) Дніпропетровська область. Мешкав у м. Дніпро. Солдат, механік-водій, електрик відділення командно-штабних машин взводу управління розвідувальної роти 93-ї ОМБр. Здобув вищу освіту, працював у правоохоронних органах. На фронт пішов навесні 2014. По закінченні строку служби за мобілізацією продовжив службу у військах протиповітряної оборони. Вереснем 2017 перевівся до 93-ї бригади за піврічним контрактом, 20.03.2018 продовжив контракт. Залишилися дружина та маленька донька, батьки в с. Раївка. | 30 березня 2018 | Загинув о 12:55 під час виконання бойового завдання на Донеччині, — внаслідок підриву на невідомому вибуховому пристрої зазнав поранень, що несумісні з життям. Прим. 93 ОМБр виконує завдання у Волноваському районі, від Новотроїцького до Гранітного. |

## Втрати силових структур в тилу під час війни
Васильєв Вадим Олександрович, 13.05.1991, мешкав у м. Ізюм Харківська область. Служив у морській піхоті (можливо, 10-та морська авіабригада, в/ч А1688, пожежний пожежного взводу). Виріс в родині військовослужбовця. Закінчив ПТУ №24 в Ізюмі. 2010—2011 проходив строкову службу у в/ч А2467. Учасник АТО, виконував завдання в районі м. Маріуполь. Місце й обставини смерті не уточнені, похований 4 січня 2018 в Ізюмі. Залишились батьки, брат.
 Семченко Василь Дмитрович (позивний «Горець»), 50 років, Метанівка Теплицький район Вінницька область. Сержант, командир взводу 9 ОМПБ «Вінниця». Учасник АТО. Виріс у багатодітній родині. Строкову службу проходив у Владивостоці (1988—1989), від штабу Тихоокеанського флоту був у відрядженні у В'єтнамі, повернувшись отримав подяку «За дальній похід». Багато років віддав військовій службі, мав досвід розмінування територій за кордоном. В листопаді 2015 пішов добровольцем на фронт, командував ВОП. Після повернення на ротацію із зони АТО їхав із Кодими (Одеська область) до дому (за повідомленням Теплицької РДА, повертався після звільнення в запас), разом зі своїм фронтовим собакою Абрамом, тому взяв таксі. Тіло чоловіка було знайдене 7 лютого 2018 року у річці в с. Маньківка (Бершадський район), слідів насильницької смерті не виявлено, собака сидів поруч. Судово-медичною експертизою встановлено, що помер від утоплення. Похований у Метанівці. Залишились батьки, дві сестри, брат та доросла донька.
 Кучеренко Андрій Валентинович, 05.04.1964, 53 роки, Новогригорівка (Вознесенський район) Миколаївська область. Військовослужбовець 40 ОАБр, учасник АТО, волонтер. З березня 2014 разом із дружиною активно займався волонтерською діяльністю на Вознесенщині, на власному автомобілі доставляв допомогу військовим у зону АТО і на полігон «Широкий лан». З  серпня 2014 по вересень 2015 брав участь в АТО, служив у в/ч В0892, після демобілізації продовжив волонтерську діяльність. З липня 2016 проходив службу за контрактом в 40-ій бригаді. Загинув 12 лютого 2018 року в автокатастрофі.
 Пилип'юк Олександр Васильович, 31.08.1974, Биківці Шумський район Тернопільська область. Військовослужбовець ЗСУ, учасник АТО. Був мобілізований у квітні 2015. Після повернення з фронту працював у місцевій школі. Потім уклав контракт і повернувся в зону АТО. Помер у місці постійної дислокації військової частини в Мукачеві через зупинку серця. Похований 16 лютого 2018 у Биківцях. Залишились батьки.
 Сенченко Едуард Валерійович (позивний «Сєня»), 28.02.1989, Красне (Скадовський район) Херсонська область. Головний сержант 1-го десантно-штурмового взводу 7-ї ДШР 79 ОДШБр. Служив з 2014 року, учасник АТО. Вбитий 17 лютого 2018 близько 17:00 в смт Розівка Запорізької області. За повідомленнями ЗМІ, військовослужбовець під час відпустки приїхав у гості до Розівки. Втрутився у сварку сусідів, власник будинку (раніше судимий) накинувся на нього з ножем та наніс чисельних ножових поранень, а потім зарізав і свою жінку. Вбивцю затримано. Похований у с. Красному. Залишились батьки, в яких Едуард був єдиним сином.
 Стецій Сергій Петрович, 18.11.1971, Суми. Сержант, військовослужбовець 11 ОМПБ «Київська Русь», учасник АТО, служив за контрактом. 1994 закінчив Сумський державний університет (хімічне машинобудування). Життя військовика обірвалось 20 лютого 2018 року у м. Подільськ Одеської області. Поховання в Сумах.
 Цап Михайло Миколайович, 1990 р.н., Нижнє (Турківський район) Львівська область. Прапорщик, розвідник-оператор відділення розвідки прикордонної комендатури швидкого реагування «Шквал» ДПСУ. Військовослужбовець військової служби за контрактом, багато років служив у ДПСУ. Учасник АТО. Загинув 22 лютого 2018 року близько 12:40, на полігоні Кінологічного навчального центру ДПСУ поблизу м. Великі Мости (Львівська область), під час виконання планових навчальних стрільб з РПГ-7. За повідомленням військової прокуратури, трагедія сталась через порушення правил безпеки, — керівник стрільб, з метою максимального наближення навчання до бойових умов, допустив перебування шістьох осіб у бліндажі на лінії вогню поряд із ціллю (макетом БТР), і сам перебував разом із ними. Під час стрільби відбулось пряме влучення у бліндаж, військовослужбовець загинув від осколкового поранення у голову внаслідок детонування боєприпасу РПГ-7В, інші не постраждали. Керівник стрільб полковник ДПСУ Сергій Дупляк, — учасник АТО, кавалер ордену Богдана Хмельницького ІІІ ст., заступник начальника КНЦ — комендант ПКШР, затриманий (ч. 4 ст. 426-1 ККУ). Поховання 25 лютого. Залишились дружина та донька.
 Кириченко Богдан Сергійович, 1991 р.н., Прилуки Чернігівська область. Старший солдат, радіотелеграфіст відділення зв'язку та інформатизації Ічнянського районного військкомату Чернігівського ОВК. В ЗСУ з 2013, учасник АТО. Пройшов підготовку в 179-му навчально-тренувальному центрі військ зв'язку, служив за контрактом. Загинув у ДТП 22 лютого 2018 року під час повернення додому з нічного чергування, — близько 10:00 на 79 км дороги Прилуки—Ічня, біля села Ярова Білещина, перебуваючи за кермом автомобіля Renault Megane, не впорався із керуванням, злетів з дороги та врізався у дерево. За однією з версій знепритомнів під час керування. Від отриманих травм загинув на місці аварії. Нагороджений відзнакою Президента України.
 Буртак Володимир Миколайович, 25 березня 1967, 50 років, Сущин Теребовлянський район Тернопільська область. Старший сержант, командир гармати 44 ОАБр, учасник АТО. Служив за контрактом з травня 2016. Восени 2017 почались проблеми з тиском, лікувався у Львівському шпиталі, потім виїхав у зону АТО. 20.02.2018 потрапив у Сєвєродонецький шпиталь, коли стало гірше, — евакуювали до Харкова, де він 14 днів лікувався від гіпертонії. Після операції був у важкому стані, помер від крововиливу в мозок 5 березня 2018 року у Харківському військовому шпиталі. Похований в Сущині. Залишились батьки, дружина та 14-річний син.
 Савченко Віталій Васильович, 5 грудня 1982, Богданівка (Знам'янський район) Кіровоградська область. Старшина,  начальник служби квартирно–експлуатаційної служби тилу 3-го ОПСпП, учасник АТО. 2001 закінчив Кіровоградський технікум статистики за фахом бухгалтера. Служив у полку за контрактом з 2003 року, здійснив 29 стрибків в парашутом. Пішов з життя 5 березня 2018. Залишилася дружина і 10-річний син. Похований у Богданівці.
 Кисіль Володимир Іванович, 17.03.1977, Мелітополь Запорізька область. Військовослужбовець 28 ОМБр. В ЗС України — з 2014, воював в районі Мар'їнки, Красногорівки. Отримав два поранення і контузію, останнє — 31.12.2017. Серце воїна зупинилось о 5-ій ранку 8 березня 2018 року. Поховання 10 березня в Мелітополі.
 Вяльцев Віталій, 12 січня 1976, Погорілівка (Заставнівський район) Чернівецька область. Військовослужбовець 10 ОГШБр. Призивався із Кіцманя. Учасник АТО, виконував завдання в районі м. Попасна. Після відпустки повертався з дому на ротацію. 10 березня 2018 був знайдений мертвим на залізничному вокзалі у Києві, з ознаками побиття. Розлучений, залишились сестра та двоє дітей.
 Хованець Ігор Володимирович,  1996, Ярмолинці Хмельницька область. Військовослужбовець 92 ОМБр. Після закінчення школи вступив до Інституті підготовки юридичних кадрів для СБУ НЮУ ім. Ярослава Мудрого, м. Харків. По отриманні ступеня бакалавра був призваний Харківським військоматом на військову службу за контрактом. Мріяв у майбутньому стати військовим прокурором. Загинув близько 4:00 13 березня 2018 року внаслідок пожежі у військовому наметовому містечку на 235-му загальновійськовому полігоні "Широкий лан" (Миколаївська область). Пожежа виникла через порушення правил безпеки при користуванні піччю, — щоб запалити відсирівші дрова використали бензин, який спалахнув. Ігор спав далі за всіх від входу і не встиг вибігти, на нього обрушився палаючий намет, ще сім військовослужбовців дістали опіки. Похований у Ярмолинцях. Залишились батьки і старший брат.
 Розальський Василь, 22 роки, Красне (Тиврівський район) Вінницька область. Танкіст 10 ОГШБр. Виріс у багатодітній родині, де було 5 дітей. У 7 років втратив батька. Здобув професію зварювальника у Гнівані, працював трактористом. Наприкінці 2016 вступив на військову службу за контрактом. Учасник АТО. У жовтні 2017 почались проблеми зі здоров'ям, згодом діагностували рак легенів. Переніс дві хіміотерапії, лікувався у Києві, останній час перебував удома. Помер 14 березня 2018 року. Похований в с. Красному. Залишились мати, брати та сестри.
 Свінціцький Максим Олександрович, 1995 р.н., Полонне Хмельницька область. Учасник АТО, лейтенант, заступник начальника вузда зв'язку з озброєння польового вузла зв'язку 44 ОАБр. Єдина дитина у батьків, після закінчення на "відмінно" школи поступив у Київський ВНЗ ще до початку бойових дій. Закінчив навчання у 2017 році і через 2 місяці був направлений в зону АТО, 120 днів служив на передовій. Перед Новим роком у грудні 2018 повернувся до Тернополя на ротацію. Загинув увечері 15 березня 2018 під час прямування до місця несення служби потягом «Хмельницький — Лисичанськ», понівечене тіло військового виявили між коліями в Попільнянському районі Житомирської області. Поліція Житомирщини з'ясовує обставини нещасного випадку (деякі ЗМІ помилково писали, що знайдений мертвим у потязі, в соцмережі розповсюдили повідомлення, що військовослужбовця вбили у потязі, у поліції та в бригаді цю інформацію не підтверджують). Похований в м. Полонне. Залишились батьки.
 Шостак Микола Григорович, Мала Загорівка Борзнянський район Чернігівська область. Учасник бойових дій, військовослужбовець 41 ОМПБ «Чернігів-2». Служив за контрактом на посаді головного сержанта. Під час виконання обов'язків військової служби потрапив до реанімаційного відділення Чернігівської обласної лікарні з діагнозом "геморагічний інсульт" (крововилив у мозок), перебував у критичному стані, помер 16 березня 2018 року. Залишилась дружина та двоє синів.
 Мужичук Микола Андрійович (позивний «Кіт»), 25.03.1969, Львів. Мешкав у м. Хмельницький. Офіцер, командир взводу охорони 41 ОМПБ «Чернігів-2» 27 РеАБр. Закінчив Сімферопольський державний університет. Працював в «Aqua Like», захоплювався акваріумістикою, організовував виставки, конкурси та форуми. З початком війни став волонтером, зокрема допомагав батальйону «Айдар», їздив на передову у Щастя, а 2015 сам пішов на фронт, служив у розвідці. В серпні 2016 отримав звання молодшого лейтенанта. Помер 19 березня 2018 року о 6:00 в госпіталі м. Харків, де перебував на лікуванні (гострий панкреатит), за кілька днів до того переніс операцію. Похований на кладовищі мкрн Ракове м. Хмельницький. Залишилась дружина та 7-річний син, і старший син від першого шлюбу Максим Мужичук, голова правління ВО "Твори Добро".
 Клим'юк Мирон Ярославович, 14.06.1971, Коломия Івано-Франківська область. Солдат 1 БОП імені Кульчицького 27 бригади НГУ. Служив за контрактом. Помер увечері 22 березня 2018 року, зупинилося серце. Залишилась мати, дві доньки.
 Кам'янський Дмитро, 42 роки, Залевки Смілянський район Черкаська область. Старшина, командир бригади БТР. Все життя присвятив військовій службі. З 24-х років служив у бригаді розмінувальників, яка обслуговувала Кіровоградську та Черкаську області. Учасник бойових дій в зоні проведення АТО. Помер, похований 24 березня 2018 року на кладовищі мкрн Загребля м. Сміла. Залишились дружина та донька.
 Попов Віктор Євгенович, 01.03.1966, 52 роки, Хмельницький. Мешкав у м. Дрогобич Львівська область. Полковник, військовий комісар Дрогобицько-Бориславського об'єднаного районного військового комісаріату. 1987 закінчив Хмельницьке вище артилерійське командне училище. Проходив службу на офіцерських посадах у військах Прикарпатського військового округу (Оперативне командування «Захід»). 2010 очолив Дрогобицько-Бориславський військкомат. Під час війни неодноразово виїжджав у довготривалі відрядження на передову. Загинув у ДТП близько 20:30 25 березня 2018 року на відтинку дороги з Дрогобича на Трускавець по вул. Трускавецькій, — за даними поліції, 33-річний водій автомобіля BMW виїхав на смугу зустрічного руху і врізався в автомобіль Daewoo Lanos, яким керував 52-річний воєнком. Від отриманих травм останній помер на місці аварії. Після прощання в Дрогобичі похований у Хмельницькому.
 Смірнов Андрій Валентинович, 53 роки, Костромська область РРФСР. Мешкав у м. Кременчук Полтавська область. Майор, військовослужбовець в/ч А0340 (за повідомленням на сайті Кременчуцької міської влади). Зі шкільних років мешкав у м. Глобине на Полтавщині. Після закінчення артилерійського училища та проходження служби в Чехії жив у Глобиному. На військовій службі за контрактом з 2016 року, служив начальником штабу 53 ОМБр, брав участь у бойових діях поблизу смт Зайцеве. Останнім часом перебував у місці дислокації військової частини в Башкірівці на Харківщині. Внаслідок бійки з цивільними особами потрапив до Харківського шпиталю, де помер 25 березня 2018 року. Похований на Свіштовському кладовищі Кременчука у секторі Героїв АТО. Залишилась дружина та син. На початку липня 2018 прокуратура направила до Чугуївського міського суду обвинувальний акт стосовно 33–річного місцевого мешканця за  ч. 2 ст. 121 КК України (умисне тяжке тілесне ушкодження, що спричинило смерть потерпілого). Слідством встановлено, що майор Смірнов, перебуваючи у звільненні, в цивільному одязі, зайшов до місцевого кафе, де до нього причепився нетверезий чоловік із пропозицією разом випити. Почувши кілька разів відмову, вирішив «провчити кривдника», вдарив майора кілька разів кулаком у голову, від чого той втратив свідомість, а по тому ще добивав непритомного ногами. Від отриманих травм потерпілий помер в лікарні наступного дня. Обвинувачуваному загрожує до 10 років позбавлення волі.

## Померлі демобілізовані учасники АТО
Юріна (Зеленюк) Ольга Миколаївна, 03.06.1981, 36 років, Звенигородка Черкаська область. Учасник АТО, військовослужбовець БСП НГУ «Донбас». Навчалась у Тернопільському місіонерському інституті, вивчала психологію в НПУ ім. Драгоманова, проходила тренінги з психології, працювала соціальним педагогом — БФ «Асперн», БФ «Планета в руках дітей». Одна із засновників Звенігородської районної ГО «Світло родини». Учасниця Революції Гідності. Спочатку була волонтером, по тому служила в БСП «Донбас» (з весни 2015 по червень 2015) діловодом та соціальним педагогом, перебувала на базі в маріупольському аеропорті. Там познайомилась зі своїм майбутнім чоловіком — Дмитром Юріним, одружилися 26 червня 2015, тоді ж було діагностовано рак на IV стадії. Померла 2 січня 2018 у шпиталі в Італії (гроші на лікування за кордоном збирали волонтери та благодійники). Залишились мати і чоловік.
 Сипливчак Сергій Олександрович, 11.07.1985, Ковель, Волинська область. Демобілізований учасник АТО, служив у 14 ОМБр. Загинув 2 січня 2018 у ДТП, що сталася близько 19:00 в м. Ковель поблизу залізничного мосту. BMW-525 допустив зіткнення з а/м ВАЗ-2104, котрий рухався у попутному напрямку. Від удару ВАЗ відкинуло за межі проїзної частини, BMW також опинився у кюветі. За кермом BMW перебував 23-річний патрульний (у позаслужбовий час), за його словами, у ВАЗа не працювали задні габарити, тож він його не помітив. Поліцейський намагався надати допомогу постраждалим. 45-річного водія ВАЗа шпиталізували, а 33-річний пасажир загинув. Залишилось четверо дітей.
 Балецький Олександр Миколайович (позивний "Балу"), 1973 р.н., Тарасівка (Києво-Святошинський район) Київська область. Демобілізований учасник АТО, заступник командира роти МТЗ 25 ОМПБ «Київська Русь». Пройшов бої за Дебальцеве. Покінчив життя самогубством. Похований 8 січня 2018 у Тарасівці. Залишились мати, дружина, діти.
 Альпс Мікус (англ. Mikus Alps), 33 роки, громадянин Латвії. Мешкав на о. Гернсі, Велика Британія. Учасник АТО, протягом двох останніх років добровольцем воював на стороні України у складі 8-го окремого батальйону "Аратта" УДА. 8 січня 2018 у віддаленому районі південної частини острову Гернсі, в районі затоки Петі Бо (Petit Bot) було знайдено згорілий автомобіль з рештками людини, в поліції припускають, що загиблим може бути зниклий Мікус Альпс, — в останнє його бачили о 1-ій годині ночі 8 січня за місцем проживання. Для встановлення особи загиблого проводиться експертиза. В УДА пов'язують смерть Міка з його участю у російсько-українській війні. За словами комбата 8 ОБ "Аратта" Андрія Гергерта (друг «Червень»): "Йому погрожували росіяни, потім знайшли, вбили і спалили автомобіль". Доброволець збирався привезти з Великої Британії машину, бронежилети та термобілизну для батальйону.
 Шевцов Станіслав Миколайович, 1975 р.н., Здолбунів Рівненська область. Демобілізований учасник АТО, водій-механік БМП. Брав участь у бойових діях з липня 2015 по жовтень 2016. Відразу після демобілізації потрапив до лікарні з онкологічним діагнозом. Помер вночі 8 січня 2018. Похований у Здолбунові.
 Лоскутов Максим Валерійович, 37 років, Арбузинка Миколаївська область. Учасник АТО, артилерист 72 ОМБр. На фронті з 2015 (або 2014), двічі був поранений. Помер в лікарні 16 січня 2018 після тяжкої хвороби — від інфекційного ускладнення, що було спровоковано пораненням у легені. Станом на 1 січня перебував у тубдиспансері с. Сливине під Миколаєвом у важкому стані, зовсім не ходив і майже не розмовляв, схуд до 38 кг. Волонтери вважають, що ветеран помер через неналежний догляд і лікування, через недбалість лікарів. Похований в Арбузинці. Залишилась дружина та троє дітей, — старший син і дві доньки, найменша народилася на початку січня.
 Семененко Дмитро, 37 років, Підстепне Олешківський район Херсонська область. Демобілізований учасник АТО. Помер під час роботи 17 січня 2018. Без батька залишилися дві доньки.
 Вдовіченко Віталій, Ватутіне Черкаська область. Учасник АТО. Помер в реанімації Ватутінської міської лікарні 17 січня 2018. Похований у Ватутіному.
 Веклюк Ярослав Миколайович, 14.08.1976, Ковалівка (Коломийський район) Івано-Франківська область. Демобілізований учасник АТО. Помер 17 січня 2018 року.
 Купчинський Микола Євгенович, 19.08.1986, Суховоля (Бродівський район) Львівська область. Демобілізований учасник АТО. Помер 19 січня 2018 року на роботі. Похований у Суховолі.
 Шило Євген Євгенович, Нікополь Дніпропетровська область. Демобілізований учасник АТО. Старший солдат 17 ОТБр. Помер 18 січня 2018 року. Похований у Нікополі.
 Стащук Микола Вікторович, 41 рік, Переяслав-Хмельницький Київська область. Учасник АТО. Старший солдат, кулеметник військової частини НГУ, служив із квітня 2014 по березень 2015. Раптово помер 20 січня 2018 року. Похований на Заальтицькому кладовищі Переяслава. Залишилось п'ятеро дітей, наймолодший син народився у грудні 2017.
 Горлаєв Олег Андрійович, 23.10.1984, мешканець м. Кам'янське (колишній Дніпроджержинськ) Дніпропетровська область. Демобілізований учасник АТО. Військовослужбовець 43 ОМПБ «Патріот». 30 грудня 2017 пішов з дому та не повернувся, 24 січня 2018 знайдений мертвим.
 Скорик Юрій Михайлович, 23.02.1971, Дідовичі (Новоград-Волинський район) Житомирська область. Мешкав у м. Новоград-Волинський. Учасник АТО. Офіцер відділення по роботі з особовим складом 30 ОМБр. Після повернення з фронту займався спілкою учасників АТО, військовий пенсіонер. Вчився на еколога в ЖДТУ. У лютому 2017 виявили рак, проходив тривале лікування. Помер 23 січня 2018 року через зупинку серця. Похований у Новограді-Волинському.
 Кривонос Денис Валерійович (позивний «Бегемот»), 21.06.1984, Кременчук Полтавська область. Демобілізований учасник АТО. Старший солдат, гранатометник 10 ОМПБ «Полісся» 59 ОМПБр. Працював на будівництві. Займався кікбоксингом, брав участь в обласних та всеукраїнських змаганнях, з дитинства грав у футбол. На фронт пішов добровольцем у 2014 році, виконував завдання на Луганщині, в Золотому, був поранений. Помер вдома 26 січня 2018 року через зупинку серця уві сні. Похований на Деївському кладовищі Кременчука. Залишились батьки, дружина та маленька донька.
 Максимов Сергій Вікторович, 1960 р.н., 57 років, Львів. Демобілізований учасник АТО. 2014 року проходив службу за мобілізацією в танковому батальйоні м. Кривий Ріг (ймовірно, 17 ОТБр), учасник бойових дій. Загинув у побутових умовах через проблеми зі здоров'ям, похований 30 січня 2018 на Янівському кладовищі Львова. Залишились дві дорослі доньки.
 Ніглей Олександр, 35 років, Сторожинецький район Чернівецька область. Мешкав у м. Чернівці. Демобілізований учасник АТО. Помер у січні 2018 року в Чернівцях. Похований 31 січня 2018 на чернівецькому міському кладовищі у Годилові. Залишилась вагітна дружина.
 Краснопольський Леонід Ігорович, 09.02.1971, Донецьк. Волонтер АТО. Ортодоксальний єврей, випускник Макіївського інженерно-будівельного інституту (1994). З 2007 працював в індустрії моди — директором донецької філії мережі «Terra Nova», а з 2009 — головою правління швейної фабрики модного одягу, яку відкрив у співробітництві з модельєром Михайлом Вороніним, також випустив колекцію одягу своєї ТМ Menstown. З початком війни допомагав українській армії, за доносом потрапив у підвали терористів, після звільнення за обміном (за сприяння Бориса Філатова) переїхав з родиною у Дніпро, де шив військову форму для українських військових. Засновник проекту "Hunta.in.UA". Особисто відвозив волонтерську допомогу бійцям у зону АТО. Допомагав Дніпровському військовому госпіталю, брав участь в багатьох благодійних проектах. Загинув у ДТП, що трапилась в м. Дніпро на Набережній Перемоги близько 12:50 4 лютого 2018 року. Похований на Запорізькому кладовищі Дніпра. Залишилась дружина та син.
 Штанько Анатолій Максимович, 54 роки, Львів. Учасник АТО 2014—2015 років, воював на Луганщині, зокрема, біля м. Лутугине. Архітектор, старший викладач кафедри "Архітектурне проектування" НУ «Львівська політехніка». Помер. Похований 6 лютого 2018 у Львові.
 Стецький Анатолій Васильович, 1982 р.н., Сторожинець Чернівецька область. Демобілізований учасник АТО. Солдат прикордонних військ. У 2001—2006 навчався в Національному університеті ДПСУ. В серпні 2014 був призваний за мобілізацією, брав участь у бойових діях в на Донбасі. Останнім часом працював охоронцем в обласному центрі. Раптово помер 10 лютого 2018 року у Чернівцях. Похований на Сторожинецькому міському кладовищі біля могили матері.
 Франчук Борис, Дніпро. Учасник АТО. На фронт пішов добровольцем, наполіг на мобілізації, бо у військкоматі відмовляли через вік. Дістав поранення під час першої ротації, після 3-х місяців лікування повернувся на передову, відмовившись проходити реабілітацію. У третю ротацію був відправлений до шпиталю через хворобу, але процес вже став незворотнім. Помер у Дніпрі, похований 12 лютого 2018.
 Поясник Андрій Степанович, 1974 р.н., Дрогобич Львівська область. Мешкав у с. Болехівці Дрогобицького району. Демобілізований учасник АТО, старший солдат батальйону ім. генерала Кульчицького НГУ. Активний учасник Революції Гідності, 12-ї сотні Самооборони Майдану. Один із перших навесні 2014 пішов захищати Україну в зону АТО. Воював у Слов'янську, Дебальцевому, Станиці Луганській. У 2016 демобілізувався, перейшовши у резерв 1-ї черги. Брав активну участь у житті громади Дрогобиччини, писав вірші. Помер після важкої хвороби (двостороннє запалення легенів, відкрита форма туберкульозу) 13.02.2018, у відділенні реанімації обласної лікарні м. Львів. Після прощання в Болехівцях похований у Дрогобичі на цвинтарі по вул. Пилипа Орлика.
 Трухан Олександр, 23 роки, Братолюбівка (Долинський район) Кіровоградська область. Демобілізований учасник АТО, військовослужбовець 25 ОПДБр. Навчався у ВНЗ на транспортному факультеті, служив у військовій частині ВВ МВС. Був мобілізований у 2015 році. Рік тому повернувся з фронту, працював водієм. Загинув 13 лютого 2018 року у ДТП, що сталася близько 3:40 на відрізку автодороги Кропивницький — Кривий Ріг у Долинському районі поблизу с. Братолюбівка, — перебуваючи за кермом автомобіля Skoda Octavia допустив зіткнення з напівпричепом, який рухався попереду у складі автопоїзда з вантажним автомобілем VOLVO. Внаслідок ДТП Олександр та двоє його пасажирів загинули на місці. Залишились батьки.
 Фіщук Олександр (позивний "Лєший"), 68 років, Вороновиця Вінницький район Вінницька область. Учасник АТО, доброволець батальйонів МВС «Шахтарськ» і «Торнадо», заступник командира взводу. Націоналіст. Активний учасник Революції Гідності, Вінницької сотні Самооборони Майдану, протистоянь 18—20 лютого 2014. На початку війни пішов до військкомату, але йому відмовили через вік (майже 65). На фронті воював як доброволець, без офіційного оформлення, пройшов бої за Іловайськ. Повернувшись додому брав активну участь в громадсько-політичному житті, акціях, блокадах, протестах. Помер від інфаркту 13 лютого 2018 року. Похований у Вороновиці. Залишилось двоє дітей.
 Луцький Ігор, 1967 р.н., 50 років, Кривий Ріг Дніпропетровська область. Демобілізований учасник АТО, військовослужбовець 81 ОДШБр. Ветеран війни в Афганістані, десантник. Одним з перших пішов добровольцем на фронт, після 3 років служби повернувся до дому. Помер 14 лютого 2018 року. Похований у Кривому Розі. Залишились дружина та донька.
 Хомченко Олександр, 59 років, Донецьк. Пастор протестантської церкви «Слово життя» (Донецьк), військовий капелан. На початку 2014 року був одним з організаторів донецького «Молитовного майдану», який попри залякування, напади і погроми протримався 158 днів. У серпні 2014 був захоплений в заручники російськими терористами, 9 днів його били, піддавали тортурам, катували на дибі, тричі виводили на розстріл. Після звільнення виїхав до Миколаєва, по тому повернувся на Донеччину. У квітні 2016 дав свідчення у Брюсселі, де перед засіданням у Міжнародному суді в Гаазі відбулося попереднє слухання справи про злочини російських військових в Україні. 29.06.2016 нагороджений орденом «Народний Герой України». Останнім часом проводив богослужіння у церкві «Преображення» прифронтової Мар'їнки. Помер 14 лютого 2018 року у лікарні м. Курахове, після 6 місяців хвороби (відмовили нирки). Похований у Мар'їнці. Залишилась дружина, донька, сини.
 Хеегер Шьорд, Нідерланди. 2015—2016 брав участь у бойових діях на сході України в складі інтернаціонального підрозділу ДУК ПС, в Мар'їнці та Авдіївці. По тому поїхав у Сирію, де воював на боці курдських загонів народної самооборони, брав участь у військовій операції «Гнів Євфрату» зі звільнення від «Ісламської держави» міста Ракка. Загинув 15 лютого 2018 поблизу сирійського міста Аль-Бахра в провінції Дайр-ез-Заур, внаслідок підриву автомобіля терористом-смертником «Ісламської держави».
 Мусійко Ігор Андрійович, Кременчук Полтавська область. Демобілізований учасник АТО, військовослужбовець 25 ОПДБр. Служив з 12.02.2015 до 08.04.2016. Загинув 16 лютого 2018 року, — потрапив під потяг в районі залізничної станції Крюків-на-Дніпрі, м. Кременчук. Поховання на Свіштовському міському кладовищі на Алеї Слави.
 Хлистун Володимир Миколайович, 1970 р.н., Корюківка Чернігвська область. Учасник АТО. Помер 16 лютого 2018 року. Похований у Чернігові.
 Карпенко Володимир, 36 років, Голубичі Ріпкинський район Чернігівська область. Демобілізований учасник АТО, повернувся до дому у 2017. Повісився у власному сараї 20 лютого 2018 року. Залишились мати і брат.
 Пернай Ігор Олександрович (позивний «Тато»), 1967 р.н., Городенка Івано-Франківська область. Демобілізований учасник АТО, військовослужбовець батальйону «Айдар». На фронт пішов у 2014 разом із сином. Помер від хвороби 21 лютого 2018 року.
 Романенко Василь Васильович (позивний «Дід»), 16.02.1950, 68 років, Новоекономічне Покровський район (Донецька область). Мешкав у м. Вишневе Києво-Святошинський район Київська область. Доброволець, учасник АТО (2014—2015). Снайпер 1-ї роти 1-го МБ 72 ОМБр. Під час строкової служби в радянській армії був відправлений у Чехословаччину («Празька весна»). Закінчив СПТУ №37 м. Чорнобиль, де мешкав і працював до аварії на ЧАЄС. Після аварії 1986 вивіз сім'ю у Вишневе, а сам повернувся — ліквідатор наслідків аварії на ЧАЕС, по тому до 2000 року працював в управлінні механізації екскаваторником. Коли лікарі заборонили працювати, вийшов на пенсію, мешкав у Вишневому. Навесні 2014 пішов до військкомату у віці 64 років, йому відмовили через вік, але згодом домігся свого — восени 2014 зарахований до 72-ї бригади. 9 місяців воював у Донецькій області, захворів на пневмонію, після 4 місяців лікування був демобілізований. Член Вишнівського осередку ГО «Воїнів-учасників АТО Києво-Святошинського району». У вересні 2016 занесений на Дошку Пошани м. Вишневого. Помер 23 лютого 2018 року. Похований у м. Вишневе. Залишилась дружина, діти, онуки.
 Іванець Ігор, 43 роки, Демидівка (Омельницька сільська громада) Полтавська область. Демобілізований учасник АТО, старший солдат 92 ОМБр. Був призваний за мобілізацією у травні 2015, по тому до грудня 2017 служив за контрактом. Помер у лютому 2018. Поховання 28 лютого в с. Демидівка.
 Жарковий В'ячеслав (позивний «Птах»), 53 роки, Кременчук Полтавська область. Учасник АТО. Був головою однієї із козацьких громадських організацій. У 2015 пішов добровольцем на фронт, далі підписав контракт. Помер у лютому 2018 від хвороби. Похований 27 лютого в Куцеволівці, де мешкають його батьки.
 Гуськов Юрій Михайлович, 31.10.1976, Піщани Стрийський район Львівська область. Демобілізований учасник АТО. Закінчив ВПУ №8 м. Стрий. Працював у стрийському Водоканалі. 2015 був мобілізований. Під час служби в зоні АТО захворів, отримав ІІІ групу інваліда. Повернувшись додому працював на попередньому місці роботи, згодом звільнився за станом здоров'я. Помер 25 лютого 2018 року. Залишилась дружина та донька.
 Коноваленко Роман (позивний «Доцент»), 34 роки, Запоріжжя. Учасник АТО, військовослужбовець 2-го батальйону 53 ОМБр. Професійний баяніст, закінчив музичну школу, музучилище, педагогічний інститут. Мав звання капітана міліції, був учасником інструментальної групи в народному ансамблі запорізької міліції «Пернач». У 2016 підписав контракт із ЗС, воював на Луганщині, на Світлодарській дузі. На передовій також грав на баяні побратимам, організував у підрозділі ансамбль «Добрий вечір» та викладав музичне виховання у школі в Троїцькому, де дислокувалась бригада. Став героєм сюжету ТСН. Демобілізувався восени 2017 року. Загинув внаслідок ДТП в Запорізькій області 27 лютого 2018 року, помер в реанімаційному відділенні.
 Коцюба Віталій Миколайович, 12.01.1977, Житомир. Демобілізований учасник АТО, військовослужбовець 90 ОАеМБ 81 ОАеМБр. Проходив службу з 15.02.2015 до 08.04.2016. Брав участь у боях за ДАП, Водяне, Опитне, Авдіївку. Інвалід війни. Після повернення з фронту вступив до ЖДТУ, гірничо-екологічний факультет, спеціальність «Технології захисту навколишнього середовища». Пішов з життя 27 лютого 2018 року. Похований на Смолянському військовому кладовищі Житомира. Залишилися мати та неповнолітня донька.
 Черняков Руслан Миколайович, Шостка Сумська область. Учасник АТО, військовослужбовець 25 ОПДБр. По закінченні строку служби за контрактом повертався додому. 28 лютого 2018 року в Сумах Руслану раптово стало погано, помер у машині швидкої допомоги. Похований у Шостці.
 Демитчик Віктор, 41 рік, Славське Сколівський район Львівська область. Демобілізований учасник АТО, військовослужбовець 80 ОДШБр. Після повернення з фронту працював на будівництві. Загинув близько 16:00 6 березня 2018 року в смт Славське, — на новобудові, перебуваючи на риштуванні, втратив рівновагу та впав з висоти близько 10 м, від отриманих травм помер на місці. Поховання 8 березня у Славському.
 Королик Володимир Юрійович (позивний «Лакалут»), 09.03.1988, Стебник Львівська область. Учасник АТО, колишній боєць 1-го БОП НГУ імені Кульчицького. Загинув уранці 7 березня 2018 року внаслідок нещасного випадку на Стебницькому калійному заводі. Похований в Стебнику.
 Яновський Ігор, 28 років, Дніпро. Демобілізований учасник АТО, колишній військовослужбовець 43 ОМПБ «Патріот». На фронт пішов добровольцем у 2014 році. Після повернення продовжив роботу в районній виконавчій службі, згодом відкрив з друзями невеликий бізнес. 2 березня 2018 потрапив до реанімації з важкими травмами внаслідок вибуху гранати Ф-1, — підірвався в покинутій багатоповерхівці на вулиці Мукаша Салакунова на ж/м "Тополя-1" м. Дніпро, ампутація правої верхньої кінцівки, множинні поранення черевної порожнини, голови та обличчя. Помер 9 березня 2018 в реанімаційному відділенні міської лікарні №16 м. Дніпро. Залишились батьки.
 Богачук Ігор (позивний «Чупа-Чупс»), 1976 р.н., Уладівське Калинівський район Вінницька область. Демобілізований учасник АТО, розвідник 72 ОБМр. На фронт пішов добровольцем у 2014 році, служив поблизу м. Попасна, після демобілізації повернувся до війська вдруге. Помер вдома уві сні 11 березня 2018 року. Похований в рідному селі. Залишились брат, дружина та донька.
 Кузнєцов Сергій (позивний «Шматко»), Тернопіль. Учасник АТО. Прапорщик, військовослужбовець 24 ОМБр. Учасник Революції Гідності. Вдома стався приступ, у важкому стані був доправлений до лікарні, де помер 12 березня 2018 року. Похований на Микулинецькому кладовищі. Залишились мати, дружина, донька.
 Бойко Ігор Сергійович, 30.05.1962, 55 років, Рахів Закарпатська область. Демобілізований учасник АТО (4 хвиля мобілізації). Помер 13 березня 2018 від серцевого нападу. Похований у Рахові. Залишився син, також учасник АТО.
 Гасанов Михайло Вікторович, Хотин (Радивилівський район) Рівненська область. Учасник АТО, військовослужбовець 14 ОМБр. Пішов на фронт, маючи проблеми зі здоров'ям, брав участь у боях поблизу Маріуполя влітку 2015 року та у Мар'їнці в 2015—2016 роках. Після повернення з фронту, відновити підірване здоров'я не зміг. Помер у лікарні 16 березня 2018 року. Поховання в с. Хотин.
 Волошин Владислав Валерійович, 27.12.1988, Луганськ. Мешкав у м. Миколаїв. Учасник АТО, майор запасу, льотчик 2-го класу, пілот Су-25 299 БрТА. Навчався у Луганському військовому ліцеї, 2010 закінчив ХНУПС ім. Кожедуба. З 2014 здійснював бойові вильоти у складі сил АТО в район боїв на кордоні з РФ, учасник боїв за Іловайськ. В серпні 2014 після удару по російських десантниках під Новокатеринівкою літак Волошина був збитий, пілот катапультувався і вийшов через окуповану територію до позицій ЗСУ. Нагороджений орденом "За мужність" ІІІ ступеня. Російська пропаганда приписувала Волошину збиття Боїнгу-777 рейсу МН17 (збитий 17.07.2014 з російського ЗРК Бук). Звільнився з армії у 2017 році. 21.07.2017 призначений на посаду заступника генерального директора з авіаційних питань КП «Миколаївський міжнародний аеропорт», з 30.12.2017 — в. о. генерального директора. Застрелився 18 березня 2018 року у власній квартирі в Миколаєві пострілом в груди з пістолету ПМ, помер у лікарні швидкої медичної допомоги. Прощання відбулося у Миколаєві, після кремації в Одесі прах передано для поховання на Луганщину. Залишились батьки, дружина та маленька дитина.
 Півень Віталій, Васильків Київська область. Демобілізований учасник АТО, військовослужбовець 54 ОМБр. Помер вдома 21 березня 2018 року. Похований на новому кладовищі Василькова, на Алеї Героїв.
 Ященко Віктор Вікторович (позивний «Вікто́р»), 26.01.1970, Ірпінь Київська область. Учасник АТО, сержант резерву, боєць першого складу батальйону «Донбас» НГУ. На фронт пішов добровольцем на початку війни, визволяв Попасну, воював у с. Широкине, двічі був поранений, мав інвалідність. У серпні 2014 був нагороджений медаллю "За військову службу Україні". Після повернення з фронту брав участь у соціальному проекті учасників АТО Приірпіння з проведення занять для старшокласників та студентів з основ захисту Вітчизни, — поводження зі зброєю, тактична медицина, тощо. Пішов з життя через хворобу серця 23 березня 2018 року. Поховання 25 березня на центральному кладовищі Ірпеня, на Алеї Слави. Залишилась дружина.
 Скляренко Сергій, 38 років, Київ (район Борщагівка). Учасник АТО, 53 ОМБр. На фронті зазнав контузії та множинних переломів ноги, через що кульгав. Помер від серцевого нападу 24 березня 2018 року, — ветерана виявили на сусідній вулиці поруч з будинком проживання у непритомному стані, реанімаційні заходи не допомогли. Похований у Києві. Залишилися дружина, 15-річна дочка та однорічний син.
 Лучищак Денис Павлович, 06.03.1995, Медвежа (Дрогобицький район) Львівська область. Учасник АТО, старший стрілець. 2013 закінчив Дрогобицький коледж статистики за фахом «Бухгалтерський облік та аудит». У жовтні 2013 був призваний на строкову службу. Продовжив службу у військах протиповітряної оборони за контрактом — до травня 2017. Повернувшись з фронту, займався волонтерською діяльністю — допомагав дітям, хворим на ДЦП та синдром Дауна в громадській організації «Надія» у Дрогобичі. В березні 2018 поїхав у Польщу, щоб заробити кошти на навчання для молодшої сестри. Працював у фірми DK Partner в м. Лодзь. 26.03.2018 знайдений мертвим у лісі на території Польщі. Похований 22.04.2018 у с. Медвежа. Залишились мати та сестра.
 Тамілін Василь, 36 років, Якимівка Запорізька область. Демобілізований учасник АТО, розвідник 93 ОМБр. Був призваний за мобілізацією у 2014, пройшов бої за Іловайськ. Помер вранці 28 березня 2018 року через зупинку серця. Похований в смт Якимівка. Залишились мати і сестра.
 Морозов Євген, 22 роки, Нікополь Дніпропетровська область. Учасник АТО, служив у десантних військах. Помер, похований у Нікополі 30 березня 2018 року. Залишилась дружина та новонароджена донька.